# 홍천여자고등학교
홍천여자고등학교(洪川女子高等學校)는 대한민국 강원특별자치도 홍천군 홍천읍 희망리에 있는 공립 고등학교이다.

## 학교 연혁
- 1956년 2월 28일 : 홍천여자고등학교 3학급 인가
- 1959년 3월 10일 : 제1회 졸업식 (졸업생 9명)
- 1987년 3월 1일 : 산업체 특별 학급 설치인가
- 1996년 2월 28일 : 산업체 특별 학급 폐지(산업체 7회 339명)
- 2000년 2월 29일 : 직업과정 폐지
- 2008년 3월 1일 : 홍천여자고등학교 21학급 인가
- 2009년 10월 20일 : 기숙형 고교 선정
- 2011년 12월 13일 : 매화학사 준공
- 2012년 3월 1일 : 매화학사 개관
- 2022년 12월 28일 : 제65회 졸업식(171명) 졸업생 총수 13,828명
- 2023년 3월 2일 : 제68회 입학식(177명)
- 2023년 9월 1일 : 제22대 허은영 교장 취임

## 참고 자료
- 홍천여자고등학교 - 한국교육학술정보원 학교알리미